# Élise Pellegrin
Élise Pellegrin (Montrichard, 7 mei 1991) is een Maltees alpineskiër. Hoewel Pelelgrin in Frankrijk werd geboren, kwam ze voor Malta uit, en was ze daarmee de eerste deelnemer aan de winterspelen voor Malta.
In 2014 kwam Pellegrin voor Malta uit op het onderdeel slalom op de Olympische Winterspelen van Sotsji.
In 2018 nam ze deel aan de onderdelen reuzenslalom en slalom op de Olympische Winterspelen van Pyeongchang. Omdat ze de enige deelnemer voor Malta was, droeg ze de vlag bij de openingsceremonie.